# John Atcherley Dew
John Atcherley Dew, né le 5 mai 1948 à Waipawa dans le district de Central Hawke's Bay en Nouvelle-Zélande, est un évêque catholique néo-zélandais, archevêque de Wellington de 2005 à 2023, cardinal depuis février 2015.

## Biographie
Après ses études primaires à Waipawa puis à Waipukurau et à Masterton, il entre au séminaire de Christchurch pour le cycle de philosophie puis au séminaire national Sainte Croix à Mosgiel, dans la périphérie de Dunedin pour le cycle de théologie.
Il est ordonné prêtre le 9 mai 1976 à Waipukurau par le cardinal Reginald John Delargey, archevêque de Wellington.
Il exerce différents ministères en Nouvelle-Zélande jusqu'en 1991. Il reprend ensuite ses études à l'Institut Saint-Anselm du Kent au Royaume-Uni ou il étudie la spiritualité. De retour en Nouvelle-Zélande en 1993, il est curé de la paroisse Sainte-Anne de Newtown.

### Évêque
Le 1er avril 1995, Jean-Paul II le nomme évêque titulaire de Privata et évêque auxiliaire de Wellington. Il est consacré le 31 mai suivant par le cardinal Thomas Stafford Williams, archevêque de Wellington.
Le 24 mai 2004, il est nommé archevêque coadjuteur de Wellington et il succède au cardinal Williams le 21 mars 2005. Le 1er avril suivant, il lui succède également comme ordinaire militaire pour la Nouvelle-Zélande.
Depuis septembre 2012, il est président de la Fédération des conférences des évêques catholiques d'Océanie (FCBO).

### Cardinal
Il est créé cardinal le 14 février 2015 par le pape François, en même temps que 19 autres prélats,. Il reçoit alors le titre de Sant'Ippolito. Il participe au conclave de 2025 qui élit le pape Léon XIV.

## Accusation d'abus sexuels
En mars 2024, il tente de faire bloquer par la Cour suprême la publication d'une enquête de Newshub, qui l'accuse d'avoir abusé sexuellement d'un mineur en 1977. La police a mené une enquête durant dix mois, clôturée sans suite. L'enquête canonique a pris la suite, John Dew s'étant mis en retrait durant tout ce temps. La conclusion de l'enquête canonique indique qu'il n'y a pas de suites à donner, John Dew pouvant donc reprendre son ministère qu'il avait mis de côté durant le temps de l'enquête.

## Prises de positions

### Sur les divorcés-remariés
Il prononce une intervention remarquée au cours du synode sur l'Eucharistie au Vatican en octobre 2005, proposant à l'assemblée de revoir la position de l’Église concernant les divorcés-remariés afin qu'ils puissent recevoir l'Eucharistie.

### Abus sexuels
En 2022, l'Église catholique de Nouvelle-Zélande révèle que 14% de son clergé est accusé d'agressions sexuelles depuis 1950. Sur les 1 680 plaintes mises à jour par un rapport, 1 350 concernent des enfants et 164 des adultes, pour les 167 autres l'âge n'est pas précisé. Le cardinal John Atcherley Dew qualifie ces chiffres d'« effrayants ».